# Liste der Naturdenkmale in Schorfheide
Die Liste der Naturdenkmale in Schorfheide nennt die Naturdenkmale in der Gemeinde Schorfheide im Landkreis Barnim in Brandenburg (Stand Juli 2009).
In den Spalten befinden sich folgende Informationen:
- Nr.: Identifizierungsnummer nach veröffentlichter Liste. Sie wird von der unteren Naturschutzbehörde des Landkreises oder der kreisfreien Stadt vergeben. Wenn sie bekannt ist, wird sie angegeben. In dieser Spalte kann sich zusätzlich das Wort Wikidata befinden, der entsprechende Link führt zu Angaben zu diesem Naturdenkmal bei Wikidata.
- Bezeichnung: Benennung des Naturdenkmals, in der Regel wird bei Bäume die Baumart genannt. Bekannte Eigennamen werden mit angegeben.
- Gemarkung: Ort oder Gemarkung, in der sich das Naturdenkmal befindet
- Lage: Nennt die Lage des Naturdenkmals im jeweiligen Ortsteil und die geografischen Koordinaten des Naturdenkmals. Link zu einem Kartenansichtstool, um Koordinaten zu setzen. In der Kartenansicht sind Naturdenkmale ohne Koordinaten mit einem roten beziehungsweise orangen Marker dargestellt und können in der Karte gesetzt werden. Denkmale ohne Bild sind mit einem blauen bzw. roten Marker gekennzeichnet, Denkmale mit Bild mit einem grünen beziehungsweise orangen Marker.
- Beschreibung: die Beschreibung des Naturdenkmales
- Schutzzweck: Erläutert den Grund der Unterschutzstellung
- Bild: Zeigt ein Bild des Naturdenkmales und gegebenenfalls ein Link zu weiteren Fotos im Medienarchiv Wikimedia Commons

## Bäume, Baumgruppen
| Bild                                    | Bezeichnung                      | Lage | Beschreibung                                                                      | Schutzzweck                                                | Nummer   |
| --------------------------------------- | -------------------------------- | --- | --------------------------------------------------------------------------------- | ---------------------------------------------------------- | -------- |
| BW                                      | Silber-Weide                     | Altenhof, direkt neben der Anlegestelle (52° 54′ 49,4″ N, 13° 42′ 27,3″ O) | - Höhe: 18,00 m - Umfang: 2,33 m - Kronendurchmesser: 17 m                        | Eigenart                                                   | 008-01   |
| BW                                      | Rot-Buche                        | Eichhorst, Eberswalder Str. 3; südlich der Brücke zwischen Werbellinkanal und B 198 (52° 53′ 20,1″ N, 13° 38′ 16,9″ O) | - Alter: 100–200 Jahre - Höhe: 27,00 m - Umfang: 4,64 m - Kronendurchmesser: 26 m | Schönheit, Eigenart                                        | 060-01   |
| Fotos hochladen                         | Stiel-Eiche                      | Eichhorst, im Ort, zwischen Gemeindeverwaltung und Werbellinkanal (52° 53′ 27,2″ N, 13° 38′ 17″ O) | - Alter: ca. 600 Jahre - Höhe: 20,00 m - Umfang: 7,09 m - Kronendurchmesser: 21 m | landeskundliche Bedeutung, Eigenart, Schönheit             | 060-02   |
| BW                                      | fünf Europäische Lärchen         | Finowfurt, am Weg von Finowfurt nach Biesenthal, ca. 1000 m südlich der 2. Autobahnbrücke direkt östlich des Weges, Abt. 159 c (52° 48′ 19,7″ N, 13° 37′ 47,6″ O)                                                                            | - Alter: 170 Jahre - Höhe: 33,00 m - Umfang: 1,75–2,16 m                          | landeskundliche Bedeutung                                  | 064-01   |
| Weitere Bilder Fotos hochladen          | Silkebuche (Rot-Buche)           | Groß Schönebeck, Revier Eichheide, Abt. 144 Ecke 143, 149, 150 (52° 55′ 34″ N, 13° 37′ 18,4″ O) | - Alter: ca. 200 Jahre - Höhe: 36,00 m - Umfang: 6,03 m - Kronendurchmesser: 25 m | Schönheit, Eigenart, Seltenheit, landeskundliche Bedeutung | 076-01   |
| Fotos hochladen                         | Stiel-Eiche                      | Groß Schönebeck, Lindenplatz, am Denkmal (52° 54′ 22,7″ N, 13° 31′ 49,2″ O) | - Alter: 100–150 Jahre - Höhe: 26,00 m - Umfang: 3,67 m - Kronendurchmesser: 24 m | Eigenart                                                   | 076-02   |
| Fotos hochladen                         | Winter-Linde                     | Groß Schönebeck, vor der Kirche, Südseite (52° 54′ 21,5″ N, 13° 31′ 50,4″ O) | - Alter: 300–400 Jahre - Höhe: 28,00 m - Umfang: 5,44 m - Kronendurchmesser: 18 m | Eigenart                                                   | 076-03   |
| Fotos hochladen                         | Winter-Linde                     | Groß Schönebeck, An der Kirche (52° 54′ 22,8″ N, 13° 31′ 50,8″ O) | - Alter: 100–200 Jahre - Höhe: 28,00 m - Umfang: 3,88 m - Kronendurchmesser: 22 m | Eigenart                                                   | 076-04   |
| BW                                      | Trauben-Eiche                    | Groß Schönebeck, Hinter dem Forstamt auf dem Feld (ehemals Grundstück Grünhold) (52° 56′ 6,5″ N, 13° 33′ 12,1″ O) | - Alter: 100–200 Jahre - Höhe: 27,00 m - Umfang: 4,13 m - Kronendurchmesser: 20 m | Schönheit, Eigenart                                        | 076-05   |
| Fotos hochladen                         | Stiel-Eiche                      | Klandorf, Kirchplatz, nördlich der Kirche zwischen Kirche und Denkmal (52° 52′ 22,6″ N, 13° 33′ 54,3″ O) | - Alter: ca. 150 Jahre - Höhe: 23,00 m - Umfang: 3,18 m - Kronendurchmesser: 16 m | landeskundliche Bedeutung, Eigenart                        | 076-08   |
| BW                                      | Stiel-Eiche                      | Lichterfelde, Ortsausgang Richtung Britz, in der Nähe des Friedhofs (52° 52′ 11,9″ N, 13° 45′ 35″ O) | - Höhe: 23,00 m - Umfang: 5,60 m - Kronendurchmesser: 25 m                        | Eigenart                                                   | 124-01   |
| BW                                      | Stiel-Eiche                      | Lichterfelde, nördlich des Weges zum Buckowsee, ca. 130 m westlich der Straße nach Altenhof (L 238) (52° 52′ 54,1″ N, 13° 43′ 35,3″ O) | - Umfang: 6,30 m - Kronendurchmesser: 23 m                                        | Eigenart, Schönheit, landschaftsbildprägender Baum         | 124-02   |
| Fotos hochladen                         | Stiel-Eiche                      | Lichterfelde, südlich des Buckowsees im Waldbestand, von Buckow aus über die landwirtschaftliche Straße in Richtung Finowfurt, hinter der 2. Kurve nach rechts auf unbefestigtem Feldweg in Richtung Wald (52° 52′ 39,7″ N, 13° 43′ 15,8″ O) | - Umfang: 4,15 m - Kronendurchmesser: 15 m                                        | Eigenart                                                   | 124-03   |
| BW                                      | Stiel-Eiche                      | Schluft, Forsthaus am Trämmersee, Abt. 159 (52° 57′ 27,6″ N, 13° 27′ 32″ O) | - Alter: 300–400 Jahre - Höhe: 28,50 m - Umfang: 5,02 m - Kronendurchmesser: 24 m | Eigenart, Seltenheit                                       | 076-07   |
| BW                                      | Winter-Linde                     | Schluft, Forsthaus am Trämmersee, Abt. 159 (52° 57′ 28″ N, 13° 27′ 31,2″ O) | - Alter: 150–250 Jahre - Höhe: 29,00 m - Umfang: 4,29 m - Kronendurchmesser: 30 m | Eigenart                                                   | 076-08   |
| BW                                      | Winter-Linde                     | Schluft, nördlich des Trämmersees, im ehemaligen DDR-Regierungsgrundstück (52° 57′ 35,3″ N, 13° 28′ 22″ O) | - Alter: 300–400 Jahre - Höhe: 25,00 m - Umfang: 5,99 m - Kronendurchmesser: 24 m | Seltenheit, Eigenart, Schönheit                            | 076-09   |
| BW                                      | „Micheneiche“ (Trauben-Eiche)    | Schorfheide, Seerandstraße; Nähe Hotel Am Werbellinsee (52° 57′ 22,5″ N, 13° 43′ 23,6″ O) | - Höhe: 23,00 m - Umfang: 4,80 m - Kronendurchmesser: 21 m                        | Eigenart, Schönheit                                        | 100-03   |
| BW                                      | zwölf Gemeine Kiefern            | Schorfheide, Schorfheide, Revier Michen Abt. 41 (52° 56′ 52,4″ N, 13° 41′ 37,2″ O) | - Alter: 210 Jahre - Höhe: 33,00 m - Umfang: 3,30 m - Kronendurchmesser: 15 m     | landeskundliche Bedeutung, Eigenart                        | 100-04   |
| BW                                      | „Lindnerkiefer“ (Gemeine Kiefer) | Schorfheide, etwa in der Mitte der Abt. 7, 20 m vom Kalkbrenner Weg (52° 55′ 18,6″ N, 13° 40′ 20,8″ O) | - Alter: ca. 270 Jahre - Höhe: 26,00 m - Umfang: 3,80 m - Kronendurchmesser: 13 m | landeskundliche Bedeutung, Eigenart                        | 100-07   |
| BW                                      | „Sockeleiche“ (Trauben-Eiche)    | Schorfheide, im Nordviertel der Abteilung 41 b, rechts vom Weg der vom Nordosten nach Südwesten führt (52° 57′ 4,9″ N, 13° 41′ 33,4″ O) | - Höhe: 29,50 m - Umfang: 3,72–6,67 m - Kronendurchmesser: 23 m                   | Seltenheit, Eigenart                                       | 100-08   |
| Direkt Bild zu diesem Denkmal hochladen | Trauben-Eiche                    | Schorfheide, am Weg von Joachimsthal zur Försterei Voigtswiese, 500 m vor dieser () | - Höhe: 26,00 m - Umfang: 4,10 m - Kronendurchmesser: 17 m                        | landeskundliche Bedeutung                                  | 100-09/1 |
| Direkt Bild zu diesem Denkmal hochladen | Trauben-Eiche                    | Schorfheide, am Weg von Joachimsthal zur Försterei Voigtswiese, 500 m vor dieser () | - Höhe: 25,00 m - Umfang: 3,20 m - Kronendurchmesser: 13 m                        | landeskundliche Bedeutung                                  | 100-09/2 |
| BW                                      | Trauben-Eiche                    | Schorfheide, in der Nordwest-Ecke der Abt. 7, ca. 400 m südöstlich der Lindner-Kiefer (52° 55′ 12,5″ N, 13° 40′ 6,6″ O) | - Höhe: 24,50 m - Umfang: 5,00 m - Kronendurchmesser: 18 m                        | Eigenart                                                   | 100-10   |
| BW                                      | Gemeine Kiefer                   | Schorfheide, in der Mitte der Abt. 22, ca. 70 m vom Gestell (52° 56′ 9,1″ N, 13° 40′ 36,5″ O) | - Höhe: 31,00 m - Umfang: 4,95 m - Kronendurchmesser: 25 m                        | Eigenart                                                   | 100-11   |
| Fotos hochladen                         | Stiel-Eiche                      | Werbellin, Dorfmitte an der Kreuzung Dorfstraße / zum Buckowsee (52° 53′ 25,4″ N, 13° 42′ 12,2″ O) | - Alter: ca. 140 Jahre - Höhe: 22,00 m - Umfang: 3,76 m - Kronendurchmesser: 20 m | Eigenart, landeskundliche Bedeutung                        | 276-01   |

## Findlinge
| Bild                                    | Bezeichnung | Lage | Beschreibung | Schutzzweck | Nummer |
| --------------------------------------- | ----------- | --- | ------------ | ----------- | ------ |
| BW                                      | Findling    | Finowfurt, am Straßendreieck Eichhorst-Finowfurt-Zerpenschleuse (B 167 gegenüber der Einmündung B 198) (52° 51′ 21,7″ N, 13° 38′ 55,7″ O) | Granit       |             | 064-02 |
| BW                                      | Findling    | Finowfurt, Finowfurt, Dorfanger nördlich der Straßenkreuzung (52° 51′ 1,4″ N, 13° 40′ 57,8″ O)                                            | Gneisgranit  |             | 064-03 |
| Direkt Bild zu diesem Denkmal hochladen | Findling    | Klandorf, im Jagen 32, Wegrand ca. 1,5 km östlich von Klandorf ()                                                                         | Granit       |             | 076-11 |